# Università di Klagenfurt
L'Università di Klagenfurt (in tedesco Universität Klagenfurt o Alpen-Adria-Universität Klagenfurt, AAU) è un'università federale austriaca di ricerca e il più grande istituto di ricerca e istruzione superiore dello stato della Carinzia. Ha il suo campus a Klagenfurt.

## Storia
Fondata nel 1970 e rilanciata nel 1993, l'università oggi contempla le facoltà di discipline umanistiche, economia, giurisprudenza, scienze sociali e scienze tecniche. È elencata nelle classifiche globali ARWU, THE e QS e ha occupato il 48° posto a livello mondiale nella classifica THE's Young University Rankings 2021.
L'università ha definito tre aree prioritarie di ricerca, Ecologia sociale (fino al 2018, trasferita a BOKU Vienna), Sistemi in rete e autonomi e Prospettive multiple nell'ottimizzazione, con la prima che ha generato tre sovvenzioni ERC e la seconda un programma doc.funds dell'Austrian Science Fund. Ha lanciato una nuova iniziativa, Humans in the Digital Age (HDA), nel 2019, ospitando un ERC Grant sulla sicurezza informatica.
Comprende anche una serie di strutture centrali come il Robert Musil Institute (co-organizzatore del Bachmann Prize), il Karl Popper Kolleg (un istituto di studi avanzati), l'University Cultural Centre (UNIKUM), il Build Gründerzentrum (un centro di facilitazione delle start-up), l'University Sports Centre (USI) e la Klagenfurt University Library.
L'Università di Klagenfurt è situata a 30 km dal confine sloveno e a 60 km da quello italiano e sostiene il bilinguismo e il multilinguismo, soprattutto nel contesto della minoranza slovena in Carinzia. Insieme alla Libera Università di Bolzano (Italia) e all'Università di Friburgo (Svizzera), è tra le tre università di lingua tedesca più a sud nel mondo.